# Сачиково
Сачи́ково (рос. Сачиково, марій. Сатсола) — присілок у складі Гірськомарійського району Марій Ел, Росія. Входить до складу Виловатовського сільського поселення.

## Населення
Населення — 146 осіб (2010; 156 у 2002).
Національний склад (станом на 2002 рік):
- гірські марійці — 74 %